# Apartment (Band)
Apartment ist eine vierköpfige Alternative-Rock-Band aus London. Die Band gründete sich 2005 und ist zurzeit bei Filthy Lucre und Fleet Street Records unter Vertrag. Apartment tourte unter anderem mit The Bravery, Delays, Editors, Jimmy Eat World und British Sea Power; mit The Kooks tourten sie zusammen durch Frankreich. Das Debütalbum der Band, The Dreamer Evasive, wurde 2007 veröffentlicht. Das zweite Album, Rarities, wurde am 18. Januar 2013 im Internet veröffentlicht.

## Geschichte
Die Band gründete sich 2005 in Bethnal Green, London Borough of Tower Hamlets, und besteht aus dem Sänger David Caggiari, dem Gitarristen Davide DeSantis, dem Bassisten Tom Gillet und dem Schlagzeuger Liam Fletcher. Nach den ersten Singles Everyone Says I'm Paranoid und Patience Is Proving unter Fierce Panda, arbeitete die Band an ihrem Debütalbum The Dreamer Evasive unter dem neuen Label Fleet Street Records. Das Album erhielt nach der Veröffentlichung einige Kritiken. So war es laut New Musical Express „brillant“ und schaffte es in Newsweeks „The Year's best music 2007“. Die Single Everyone Says I'm Paranoid / June July konnte sich 2005 in den britischen Single-Charts auf Platz 67 positionieren. 
Obwohl ohne Chartplatzierung, ist die Single Fall into Place wohl die erfolgreichste des Albums. Das Lied ist Teil des Soundtracks des Computerspiels FIFA 08 sowie der Fernsehserie Chuck und wurde von der Times als einer der „Songs of the year 2007“ bezeichnet.
Die Single My Brother Chris ist dem Sänger der befreundeten Londoner Band Boy Kill Boy, Chris Peck gewidmet.

## Diskografie

### Alben
- The Dreamer Evasive (5. März 2007)
- Rarities (18. Januar 2013)

### Singles
- Everyone Says I'm Paranoid / June July (7. Februar 2005)
- Patience Is Proving (4. Juli 2005)
- I’ll Play With Yours If You Play With Mine (27. März 2006)
- My Brother Chris (31. Juli 2006)
- 10,000 Times (23. Oktober 2006)
- Pressures / Ghost Of An Unforgivable Past (26. Februar 2007)
- Fall Into Place (11. Juni 2007)